# Zapeaus
Zapeaus (llamada oficialmente Santo Andrao de Zapeaus) es una parroquia y un lugar del municipio español de Rairiz de Veiga, en la provincia de Orense, Galicia.

## Toponimia
La parroquia también es conocida por el nombre de San Adrián de Zapeaus.

## Organización territorial
La parroquia está formada por cuatro entidades de población:
- Amieirolongo (Amieiro Longo)
- Cancela (A Cancela)
- Eidovispo (Eidobispo)
- Zapeaus

## Demografía

### Parroquia
| Gráfica de evolución demográfica de Zapeaus (parroquia) entre 2000 y 2023 |
|                                                                           |
| Datos según el nomenclátor publicado por el INE.                          |

### Lugar
| Gráfica de evolución demográfica de Zapeaus (lugar) entre 2000 y 2023 |
|                                                                       |
| Datos según el nomenclátor publicado por el INE.                      |